# Munam
Munam est un village de la commune de Mbengwi, département de la Momo de la région du Nord-Ouest du Cameroun.